# Максимовський Олег Костянтинович
Максимовський Олег Костянтинович — український кінооператор.
Народився 15 березня 1937 року у м. Ржев Калінінської обл. в родині службовця.
Закінчив Всесоюзний державний інститут кінематографії в 1985 році.
Працює на студії «Київнаукфільм», де зняв стрічки: «Тракторист пропонує» (1972), «Увага! Висока напруга!» (1974, Медаль і Диплом Міжнародного кінофестивалю, Гавана 1976), «Автографи Київської Русі» (1975), «Догляд за молодим садом», «Там, де починається асфальт» (1976), «Вентиляція в ливарних цехах» (1980), «Для чого робітникові коса» (1984), «За словом — справа» (1986), «Удар двох тіл» (1987), «Ріднити людей з книгою» (1989), «Перебудова на Електромаші» (1990); стрічки «Як народжувалась наша Держава. Фільм 15», «Чому погас вогонь Перуна… Фільм 16», «Коли розквітла Київська держава… Фільм 17» і «Острозька естафета. Фільм 37» в документальному циклі «Невідома Україна. Нариси нашої історії» (1993) та ін.
Член Національної спілки кінематографістів України.